# 阿尔多·科斯塔
阿尔多·科斯塔（英語：Aldo Costa，1961年6月5日—），是一名来自意大利的工程师，也是梅赛德斯AMG车队的工程总监。

## 历史
阿尔多出生于意大利的帕尔马。高中毕业后，他进入了博洛尼亚大学学习机械工程。本科毕业后，他进入了菲亚特集团工作。1988年，他进入了米纳尔迪车队，接替贾科莫·卡里里（Giacomo Caliri）担任团队技术总监。1995年，他加入了法拉利车队，并于1998年成为团队的首席设计师罗里·伯恩（Rory Byrne）的助理。在2006赛季之前，他升职为法拉利车队的设计和开发主管。2011年，科斯塔离开法拉利并在随后加入梅赛德斯车队。2018年他宣布退休，并转为顾问。